# Église Saint-Jean d'Autun
L'église Saint-Jean est une église située dans le quartier Saint-Jean, à Autun, en Saône-et-Loire en France. Son portail a été inscrit au titre de monument historique en 1942.
Elle est liée à l'abbaye Saint-Jean-le-Grand située à proximité. Attestée au XIIIe siècle, elle est reconstruite au XIXe siècle.

## Mobilier
L'église abrite une Sainte Famille peinte en 1865 par Laure de Châtillon, tableau protégé au titre des Monuments historiques en 2025 (la Vierge Marie, vêtue d'une robe blanche et drapée dans un manteau bleu, hisse et présente l'Enfant bénissant que désigne le petit saint Jean-Baptiste, debout aux pieds de la Vierge, à droite).